# رشکک جنگلی
رشکک جنگلی نوعی شب‌پره است که در سال ۱۷۷۵ توصیف علمی شد. زیست‌گاه این گونه قاره اروپا است. این گونه در غرب اسکاتلند، جنوب اسکاندیناوی و اطراف دریاچه بایکال دیده شده‌است.

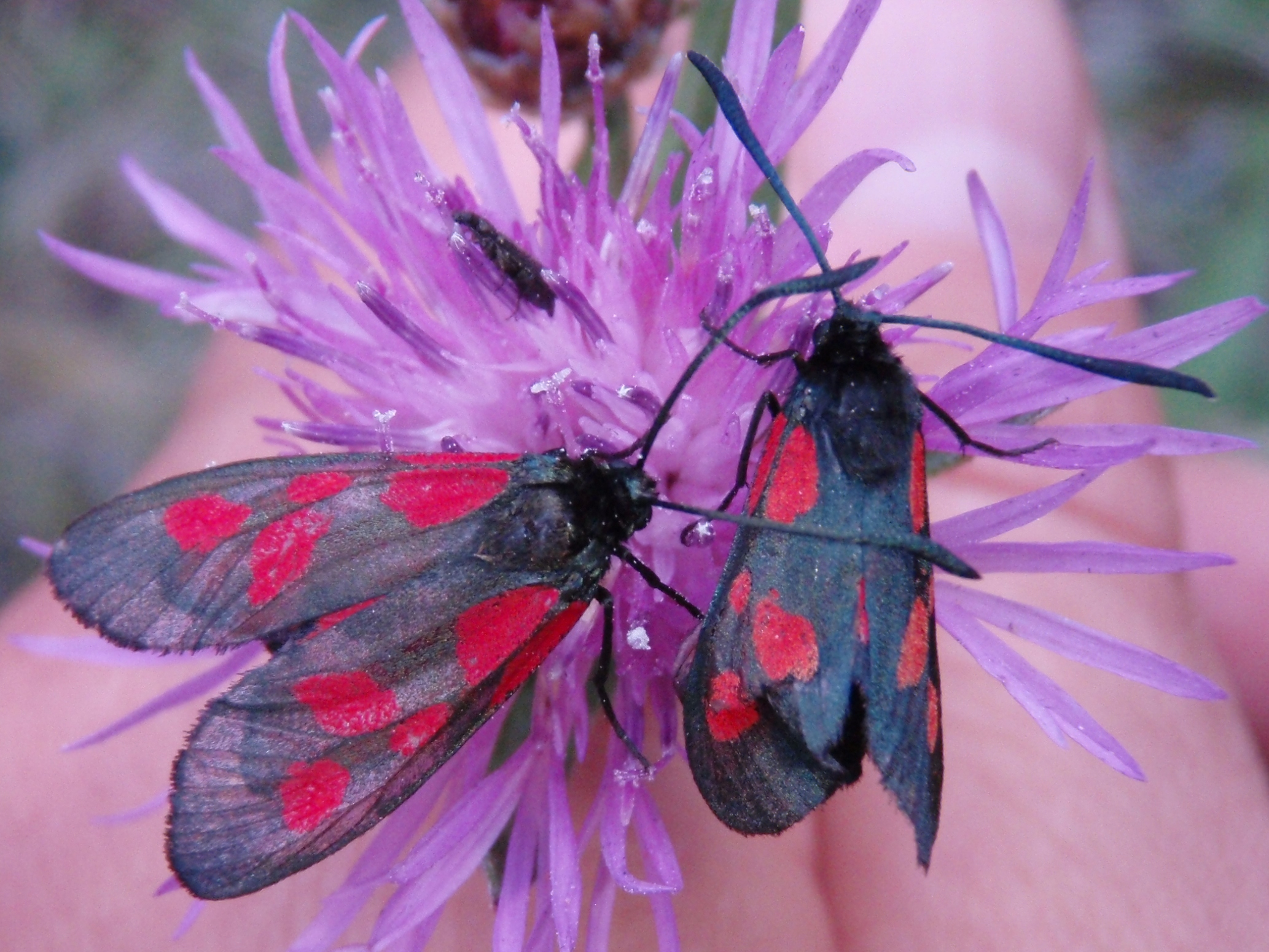